# Bruno Lebras
Pour les articles homonymes, voir Lebras.
Bruno Lebras, né le 30 octobre 1962 à Argenteuil, est un coureur cycliste français spécialisé en cyclo-cross. Il est trois fois champion de France amateur de cyclo cross et champion de France professionnel de cyclo cross en 1991. Il est désormais ravitailleur en pétrole pour l'aéroport de Paris-Charles-de-Gaulle.

## Biographie
Après avoir commencé le cyclisme au VC Montigny-lès-Cormeilles, il intègre ensuite le CSM Persan avant de passer professionnel de 1990 à 1995, il est spécialisé en cyclo cross.

## Palmarès en cyclo-cross
- 1979-1980
  - 3e du championnat de France de cyclo-cross juniors
- 1981-1982
  -  Champion de France de cyclo-cross amateurs
  - 2e du championnat d'Île-de-France de cyclo-cross
- 1983-1984
  - 2e du championnat d'Île-de-France de cyclo-cross
- 1984-1985
  - 2e du championnat d'Île-de-France de cyclo-cross
- 1985-1986
  - Champion d'Île-de-France de cyclo-cross
- 1986-1987
  - Cyclo-cross de Harnes
  - 7e du championnat du monde de cyclo-cross amateurs
- 1987-1988
  -  Champion de France de cyclo-cross amateurs
  - Champion d'Île-de-France de cyclo-cross
  - Challenge National
- 1988-1989
  - Champion d'Île-de-France de cyclo-cross
  - 8e du championnat du monde de cyclo-cross amateurs
- 1988-1989
  -  Champion de France de cyclo-cross amateurs
  - 10e du championnat du monde de cyclo-cross amateurs
- 1989-1990
  - 3e du championnat de France de cyclo-cross
  -  Médaillé de bronze du championnat du monde de cyclo-cross
- 1990-1991
  -  Champion de France de cyclo-cross
  - Challenge National
  -  Médaillé de bronze du championnat du monde de cyclo-cross
- 1991-1992
  - 2e du championnat d'Île-de-France de cyclo-cross

## Palmarès en VTT
- Champion de France de cross-country : 1992
- Roc d'Azur : 1990, 1993[3]
- Transvésubienne : 1988, 1992

## Palmarès sur route
- 1989
  - 3e de Paris-Laon
- 1992
  - 2e du Grand Prix de Nogent-sur-Oise